# Ahmed Hussen
Ahmed Hussen, né en 1976 à Mogadiscio (Somalie), est un activiste social, conseiller, avocat et homme politique canadien d'origine somalienne. 
Il est depuis octobre 2015 député libéral de la circonscription de York-Sud—Weston à la Chambre des communes du Canada.
Il est ministre de la Famille, des Enfants et du Développement social dans le gouvernement du premier ministre Justin Trudeau de 2019 à 2021, ministre du Logement, de la Diversité et de l’Inclusion de 2021 à 2023 et ministre du Développement international de 2023 à 2025.

## Biographie
Ahmed Hussen est arrivé au Canada à l'âge de 16 ans, en provenance de Mogadiscio en Somalie.

### Carrière politique
Ahmed Hussen est élu député de la circonscription de York-Sud—Weston à la Chambre des communes lors des élections fédérales de 2015. Lors du remaniement ministériel de janvier 2017, il est nommé ministre de l'Immigration, des Réfugiés et de la Citoyenneté. Lors du remaniement qui suit les élections générales de 2019, il devient ministre de la Famille, des Enfants et du Développement social. Puis, de 2021 à 2023, il est ministre du Logement, de la Diversité et de l’Inclusion, avant de devenir ministre du Développement international de 2023 à 2025.